# Felicity Aston
Pour les articles homonymes, voir Aston.
Felicity Ann Dawn Aston (née en 1977) est une exploratrice et scientifique anglaise.

## Biographie
Aston vient de Birchington-on-Sea. Entre 2000 et 2003, elle a été la météorologiste de la Rothera Research Station pour le compte du British Antarctic Survey.
En 2009, elle est à la tête de l’Expédition Kaspersky du Commonwealth en Antarctique, un groupe de sept femmes qui rejoint le pôle Sud à ski en autonomie.
En 2012, elle traverse le continent antarctique en solitaire (avec ravitaillement),.
En 2018, Aston mène une autre expédition féminine visant à rejoindre le pôle Nord avec dix femmes de dix pays d’Europe et du Moyen-Orient, parmi lesquelles Asma Al Thani.

## Distinctions
Elle est ambassadrice du British Antarctic Monument Trust.

## Publications
- 2011 : Call of the White: Taking the World to the South Pole
- 2013 : Alone in Antarctica
- 2014 : Chasing Winter: A Journey to the Pole of Cold
- 2021 : Life Lessons From Explorers: Learn how to weather life’s storms from history’s greatest explorers
- 2022 : Polar Exposure: An All-Women's Expedition to the North Pole